# Inmigración italiana en la Provincia de Córdoba

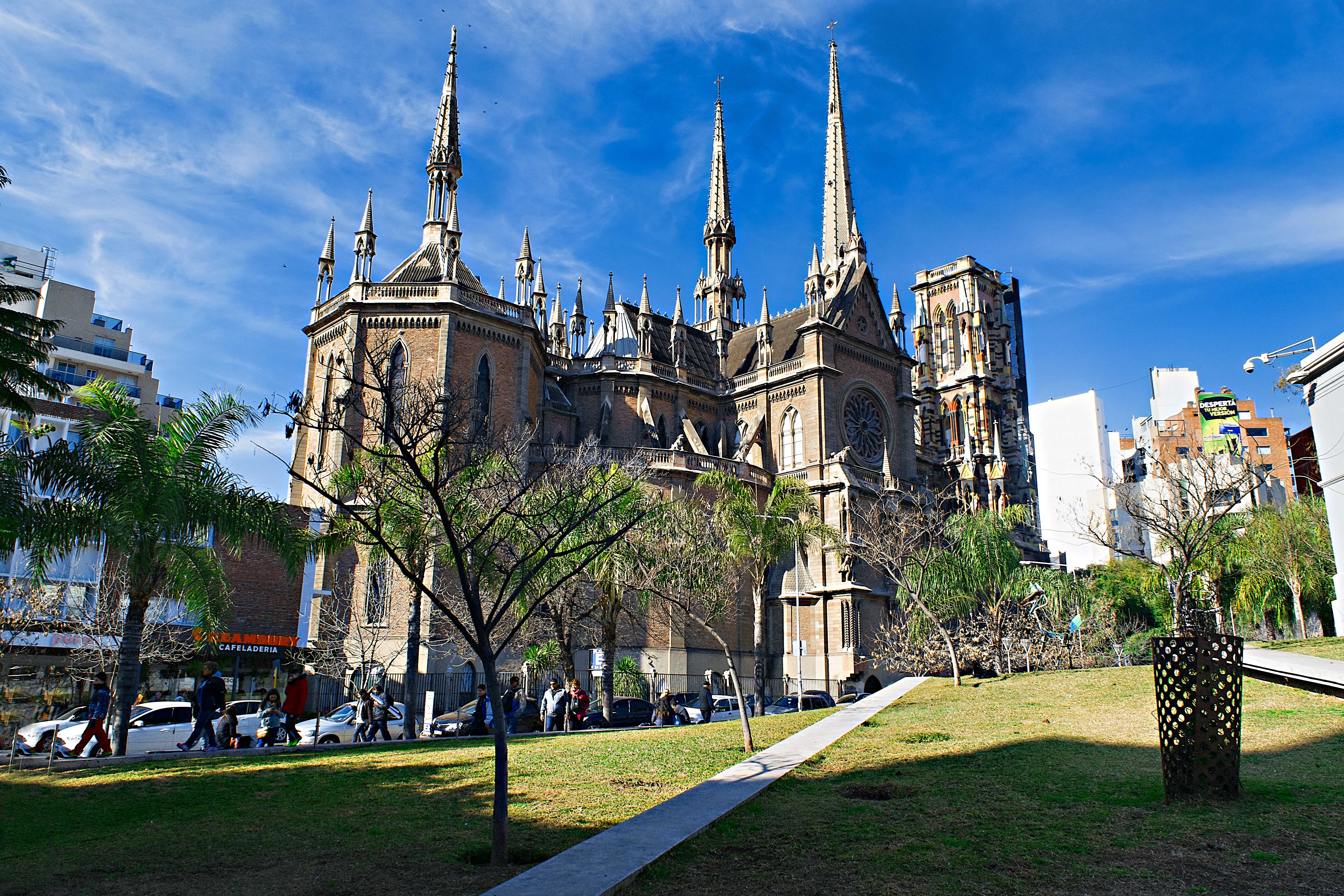
La Iglesia de los Capuchinos en Córdoba fue construida por el italiano Augusto César Ferrari.

La inmigración italiana en la provincia de Córdoba, Argentina, constituyó uno de los movimientos migratorios más significativos que moldearon la identidad social, económica y cultural de esta región desde mediados del siglo XIX. Entre 1857 y 1947, arribaron a Argentina aproximadamente 2.967.759 inmigrantes italianos, de los cuales una proporción considerable se estableció en el interior del país, incluyendo Córdoba.
Los inmigrantes italianos se asentaron tanto en zonas urbanas como rurales de Córdoba, destacándose en localidades como San Francisco, donde la presencia piamontesa fue particularmente notable.  Contribuyeron al desarrollo de la agricultura, la industria, el comercio y la vida cultural, dejando una huella perdurable en los apellidos, costumbres, gastronomía e instituciones sociales de la región.
Este fenómeno se enmarca en el contexto más amplio de la inmigración italiana en Argentina, que fue uno de los destinos preferentes de los emigrantes italianos en América Latina. La provincia de Córdoba, por su ubicación geográfica y oportunidades laborales, fue un foco importante de asentamiento en el interior del país.
Según los datos disponibles, se estima que aproximadamente 83.000 inmigrantes italianos se establecieron en la provincia de Córdoba, durante el período de la gran inmigración europea a finales del siglo XIX y principios del XX.
Este número representa una parte significativa de la población extranjera en la provincia durante ese tiempo. Los inmigrantes italianos se asentaron tanto en zonas urbanas como rurales, contribuyendo al desarrollo económico, social y cultural de la región.
Es importante destacar que, si bien la mayoría de los inmigrantes italianos se concentraron en la ciudad de Buenos Aires y sus alrededores, Córdoba fue uno de los destinos preferidos en el interior del país debido a su ubicación estratégica y oportunidades laborales.

## Antecedentes
Durante la primera mitad del siglo XIX, la población de la actual provincia de Córdoba experimentaba un crecimiento moderado, con una economía basada principalmente en la ganadería, la agricultura tradicional y las actividades artesanales. En este contexto, el gobierno nacional argentino comenzó a promover activamente la inmigración europea como parte de una política de modernización y poblamiento, inspirada en las ideas del liberalismo económico y el ideario civilizatorio de las élites ilustradas.
La constitución nacional de 1853, en su artículo 25, alentaba explícitamente la llegada de inmigrantes europeos, otorgando garantías de libertad religiosa, trabajo y propiedad. Esta política se reforzó con leyes migratorias y la creación de organismos como la Comisión General de Inmigración (1876), cuyo objetivo era atraer mano de obra europea para poblar el interior del país.
Del lado europeo, Italia vivía un proceso de unificación nacional finalizado en 1871 que vino acompañado de profundas crisis económicas, especialmente en el sur y en algunas regiones del norte como el Piamonte y el Véneto. La pobreza rural, el desempleo, las guerras y la falta de oportunidades impulsaron a millones de italianos a buscar nuevos horizontes en América.
En Córdoba, la llegada del ferrocarril y el crecimiento agrícola en la segunda mitad del siglo XIX generaron una fuerte demanda de mano de obra, facilitando la instalación de colonias agrícolas y la integración de nuevos pobladores. Este contexto resultó especialmente favorable para la inmigración italiana, que pronto se convertiría en una de las corrientes migratorias más importantes en la provincia.

## La llegada de los italianos
La llegada masiva de italianos a la provincia de Córdoba se enmarca en el contexto de las grandes olas migratorias europeas que arribaron a Argentina entre fines del siglo XIX y las primeras décadas del siglo XX. Entre 1870 y 1920, se registró el mayor flujo de inmigrantes italianos al país, siendo Córdoba uno de los principales destinos en el interior, junto con Santa Fe, Entre Ríos y Mendoza.

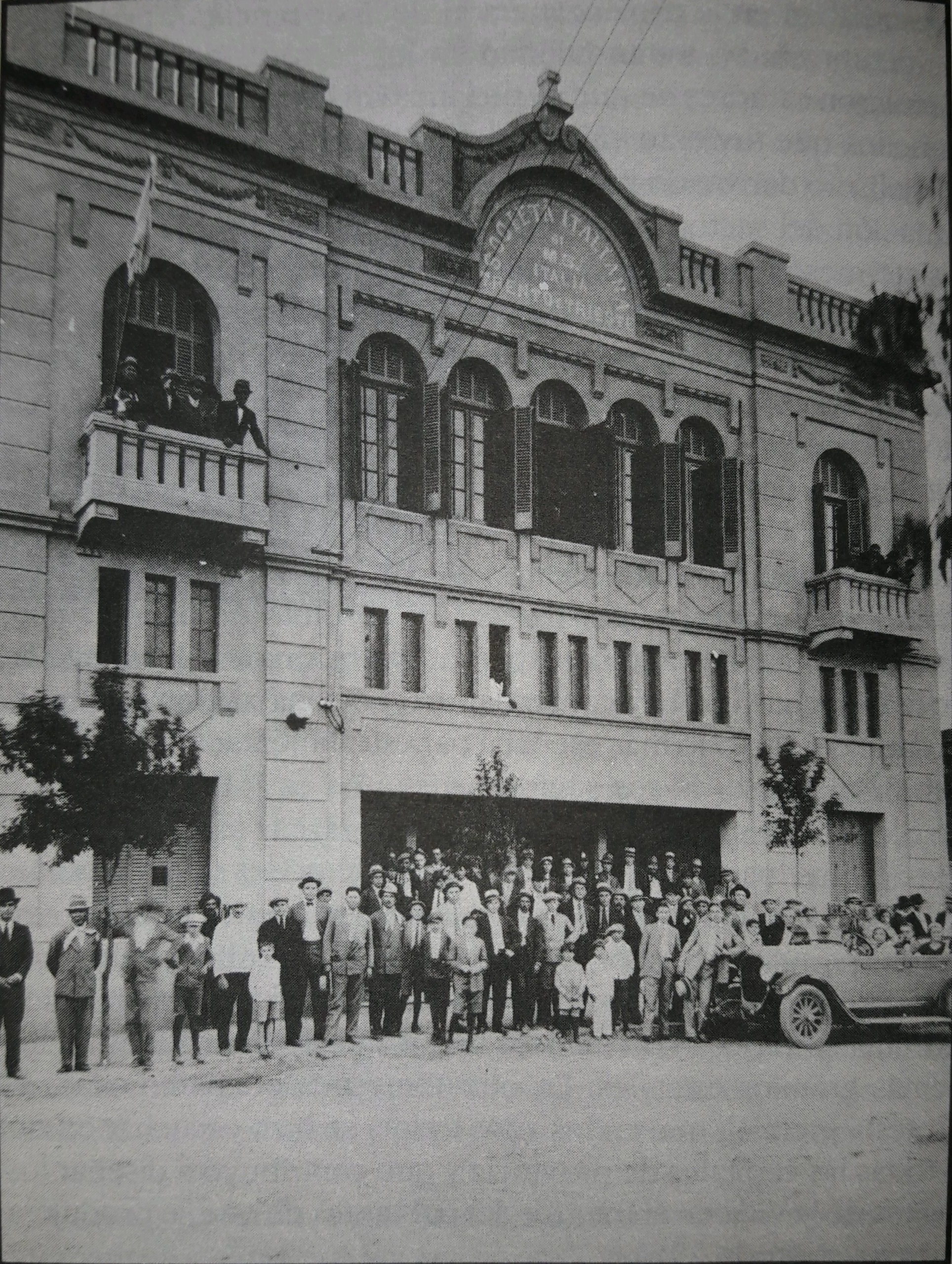
Inmigrantes italianos en Córdoba

La inmigración italiana hacia Córdoba estuvo compuesta principalmente por familias y grupos provenientes del norte de Italia, especialmente del Piamonte, Lombardía y el Véneto. También llegaron, aunque en menor medida, migrantes del sur italiano, como de Calabria, Campania y Sicilia. Muchos de ellos ingresaban por el puerto de Buenos Aires y luego se trasladaban en tren o en carretas hacia el interior, motivados por las promesas de tierras fértiles y oportunidades laborales en la agricultura y el comercio. 
Según datos del censo nacional de 1914, los italianos representaban cerca del 40% del total de extranjeros residentes en la provincia de Córdoba. En total, se estima que unos 83.000 inmigrantes italianos se radicaron en la provincia entre fines del siglo XIX y mediados del siglo XX, concentrándose en ciudades como Córdoba capital, San Francisco, Villa María, Río Cuarto y Bell Ville, así como en colonias agrícolas como Luque, Colonia Caroya y Monte Buey.
Las autoridades nacionales y provinciales favorecieron su asentamiento mediante leyes y programas que ofrecían tierras fiscales, herramientas, semillas y subsidios. Algunas colonias agrícolas fueron fundadas directamente por inmigrantes italianos, quienes replicaron tradiciones agrícolas de su tierra natal, especialmente el cultivo de la vid, los cereales y la producción láctea.
Esta ola migratoria no solo significó un aporte demográfico, sino también una transformación cultural. Los italianos trajeron consigo su lengua, su gastronomía, sus formas de organización familiar y sus prácticas religiosas, dejando una huella indeleble en la identidad de la provincia.

### Origen de los inmigrantes
| Región de origen | Porcentaje | Número de inmigrantes |
| ---------------- | ---------- | --------------------- |
| Piamonte         | 49%        | 40.670                |
| Calabria         | 13,2%      | 10.956                |
| Sicilia          | 11,1%      | 9.213                 |
| Lombardía        | 10,4%      | 8.632                 |
| Marcas           | 8,2%       | 6.806                 |
| Campania         | 7,5%       | 6.225                 |
| Véneto           | 7,2%       | 5.976                 |
| Abruzos-Molise   | 3,4%       | 2.766                 |
| Otras regiones   | 3,2%       | 2.656                 |
| Total            | 100%       | 93.900                |

## Colonias y comunidades rurales
La inmigración italiana desempeñó un papel fundamental en el desarrollo de numerosas colonias agrícolas y comunidades rurales en la provincia de Córdoba. Estas colonias fueron establecidas principalmente entre fines del siglo XIX y principios del siglo XX, en el contexto de políticas nacionales y provinciales que promovían el poblamiento y la explotación agrícola de tierras fiscales.
Colonia Italiana

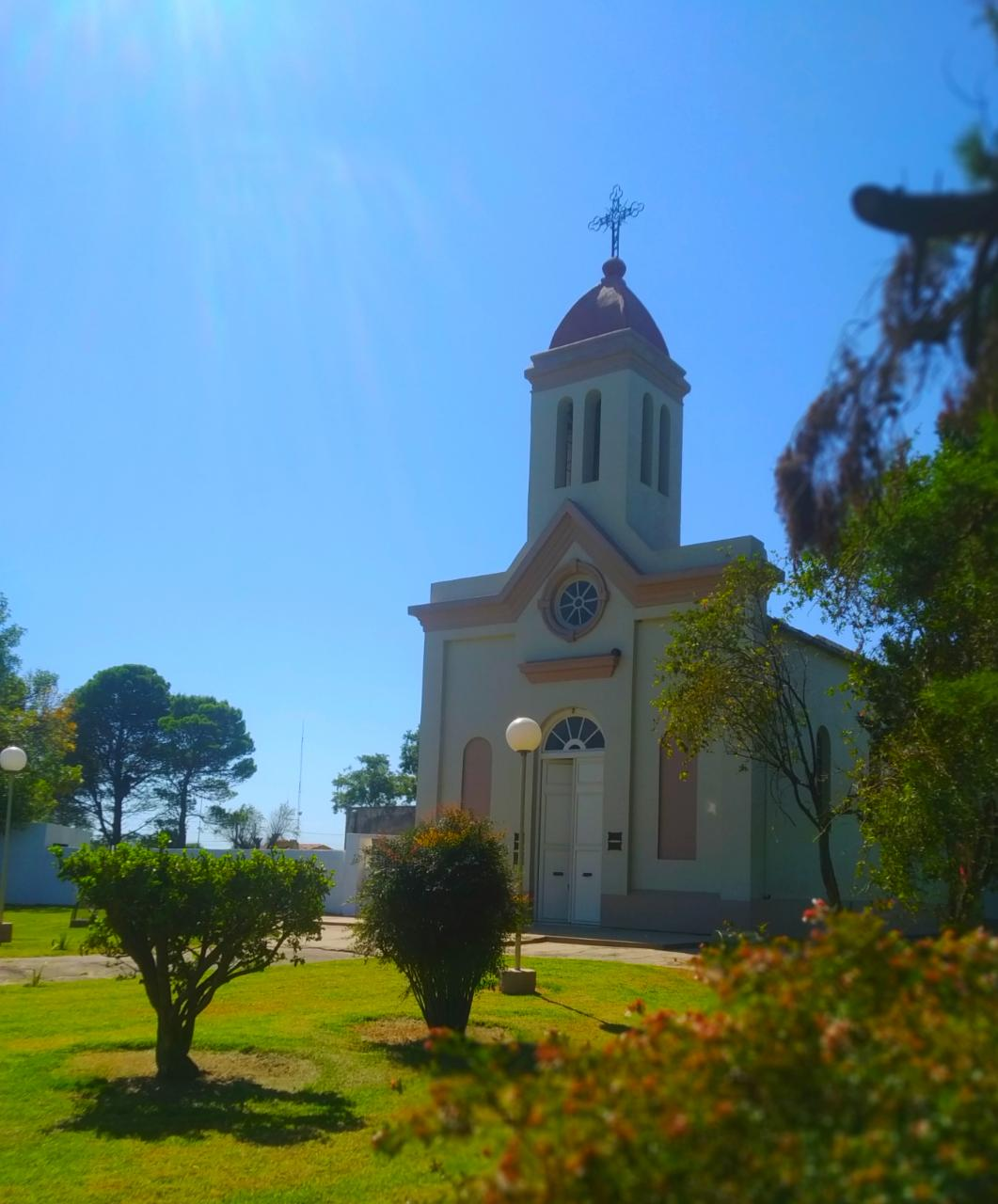
Colonia italiana fundada por inmigrantes italianos

Fundada el 19 de marzo de 1896, Colonia Italiana se encuentra en el Departamento Marcos Juárez, en la región de la pampa húmeda cordobesa. Originalmente conocida como "La Italiana", la localidad fue establecida por inmigrantes italianos que se dedicaron principalmente a la agricultura y la ganadería. El escudo comunal refleja símbolos de la identidad italiana y las actividades productivas de la zona, como el arado de mancera y el toro.

#### General Roca
General Roca, ubicada en el Departamento Marcos Juárez, fue la primera colonia agrícola piemontesa de la provincia. Establecida por inmigrantes del Piamonte, la colonia se caracterizó por la implementación de técnicas agrícolas avanzadas y la construcción de capillas que reflejaban la devoción religiosa de la comunidad.

#### Marengo Monferrato
Esta colonia, también de origen piemontés, fue una de las primeras en establecerse en Córdoba. Los inmigrantes replicaron en la región las prácticas agrícolas y culturales de su lugar de origen, contribuyendo al desarrollo económico y social de la provincia. 

#### Pozo del Molle
Ubicada en el departamento río segundo, pozo del molle fue fundada en 1888 y recibió una importante afluencia de inmigrantes italianos, especialmente piamonteses y lombardos. La comunidad se destacó por su dedicación a la agricultura, la ganadería y la producción láctea. Familias como los Baudino, Mana, Mattio y Truccone fueron pioneras en la formación de cooperativas y en el desarrollo económico local.

#### Las Perdices
La localidad de las perdices, en el departamento tercero arriba, fue establecida en 1887 como parte de la política de colonización de tierras fiscales. La población inicial estuvo compuesta por criollos, amerindios, africanos e inmigrantes europeos, entre ellos italianos, españoles, suizos, alemanes y franceses. La comunidad se consolidó como un ejemplo de integración cultural y desarrollo agrícola. 

#### Jovita
Jovita, en el departamento general roca, surgió a partir de la fusión de santa magdalena y Villa Jovita. La llegada del ferrocarril en 1905 impulsó el crecimiento de la localidad, que recibió inmigrantes italianos y españoles. Se establecieron instituciones como la Sociedad Italiana de Socorros Mutuos, reflejando la organización comunitaria y el compromiso social de los inmigrantes. 

#### La Cumbre
En la región de punilla, La Cumbre se destacó por la presencia de inmigrantes italianos, que junto a otras comunidades europeas, contribuyeron a la transformación económica, social y cultural de la zona. La "Società Italiana e Progenie" fue una de las instituciones fundadas por la comunidad italiana, promoviendo la preservación de su identidad y tradiciones.
Estas colonias y comunidades rurales son testimonio del impacto significativo de la inmigración italiana en la provincia de Córdoba. Los inmigrantes no solo contribuyeron al desarrollo económico y agrícola de la región, sino que también dejaron una huella perdurable en su identidad cultural y social.

## Evolución y actualidad de la comunidad italiana en Córdoba
Tras las primeras oleadas migratorias de finales del siglo XIX y principios del XX, la comunidad italiana en la provincia de Córdoba experimentó un proceso de consolidación que se reflejó en la creación de instituciones sociales, culturales y religiosas. Estas organizaciones no solo brindaban apoyo a los inmigrantes recién llegados, sino que también fomentaban la preservación de la identidad italiana y facilitaban la integración en la sociedad argentina.
Durante el período de entreguerras (1918-1939), la comunidad italiana cordobesa vivió momentos de tensión debido a la influencia del régimen fascista italiano. Algunas asociaciones mostraron simpatía hacia el fascismo, mientras que otras resistieron activamente su influencia. Este período estuvo marcado por debates internos sobre la lealtad a Italia y la adaptación a la sociedad argentina.
En la posguerra, especialmente entre 1947 y 1960, se registró una nueva oleada migratoria desde Italia hacia Argentina, aunque en menor escala que las anteriores. Muchos de estos inmigrantes se asentaron en Córdoba, revitalizando las comunidades italianas existentes y contribuyendo al desarrollo económico y cultural de la provincia.
En las últimas décadas, la comunidad italiana en Córdoba ha mantenido viva su herencia cultural a través de festivales, escuelas de idioma, asociaciones y medios de comunicación. La influencia italiana se refleja en la gastronomía, la arquitectura y las tradiciones locales. Además, la comunidad ha participado activamente en la vida política y social de la provincia, con descendientes de italianos ocupando cargos públicos y contribuyendo al desarrollo de Córdoba.

## Impacto cultural y económico de la inmigración italiana en Córdoba
La inmigración italiana en la provincia de Córdoba no solo dejó una impronta demográfica significativa, sino que también impactó profundamente en la cultura y la economía regional.

### Impacto cultural
Los inmigrantes italianos trajeron consigo tradiciones, costumbres, idioma, gastronomía y una fuerte identidad comunitaria que hoy forman parte esencial del acervo cultural cordobés. Instituciones como las Sociedades Italianas de Socorros Mutuos y centros culturales permitieron preservar y difundir la lengua italiana, el folclore, la música y las festividades tradicionales, como la celebración de la Festa della Repubblica y la Festa di San Gennaro.
Además, el legado italiano es evidente en la arquitectura de ciudades y pueblos, con la construcción de iglesias, clubes sociales y edificios públicos con características italianas, así como en la gastronomía local, donde platos como la pasta, las pizzas, los embutidos y los helados artesanales se integraron al paladar cordobés.
El idioma italiano, aunque con menor uso entre las nuevas generaciones, sigue presente en expresiones y vocabulario cotidiano, mientras que las escuelas y academias de italiano continúan activas en la región.

### Impacto económico
En lo económico, los inmigrantes italianos contribuyeron de manera decisiva al desarrollo agrícola e industrial de Córdoba. Su experiencia en técnicas agrícolas modernas impulsó la producción agropecuaria, especialmente en las colonias rurales fundadas por ellos.
En la ciudad, los italianos participaron en oficios y emprendimientos comerciales, desde la panadería hasta la construcción, pasando por la fundación de fábricas de alimentos, talleres y negocios familiares que aún perduran.
Durante el siglo XX, los descendientes de inmigrantes italianos se consolidaron en la clase media y alta cordobesa, destacándose en sectores como el comercio, la industria, la política y la cultura.